# San Francisco Mazapa
San Francisco Mazapa är en ort i Mexiko, tillhörande kommunen Teotihuacán i delstaten Mexiko. San Francisco Mazapa ligger i den centrala delen av landet och tillhör Mexico Citys storstadsområde. Orten hade 3 365 invånare vid folkmätningen 2010.